# Heffingskorting
Een heffingskorting is in de Nederlandse Wet op de loonbelasting 1964, de Wet inkomstenbelasting 2001 en de Wet financiering sociale verzekeringen (Wfsv) een bedrag dat in mindering wordt gebracht op de te betalen belasting en premies volksverzekeringen. Er zijn er zeven voor de loonheffing en de inkomstenbelasting (inclusief de aflopende levensloopkorting, die in de wet alleen bij de overgangsregeling wordt vermeld), en nog twee alleen voor de inkomstenbelasting. Het totaal wordt in de wet de heffingskorting genoemd.
De gecombineerde heffingskorting bedraagt maximaal het bedrag van de gecombineerde inkomensheffing, dit is het totaal aan IB en premies vóór toepassing van de heffingskortingen. De IB en premies zijn bij elkaar dus niet kleiner dan nul. Als hierdoor de gecombineerde heffingskorting wordt beperkt vindt ook geen verrekening plaats met de verschuldigde heffing in een ander jaar. 
Als de belastingplichtige een fiscale partner heeft dan kunnen de IB en premies van de belastingplichtige bij elkaar wel kleiner zijn dan nul, er vindt dan een uitbetaling plaats. Dit kan op basis van andere heffingskortingen dan de algemene, tot maximaal de door de partner verschuldigde IB en premies (dat wil zeggen, de IB en premies van beide samen zijn bij elkaar nooit kleiner dan nul). Voor de algemene heffingskorting wordt dit afgebouwd, zie aldaar.
Een heffingskorting die een vast bedrag is komt overeen met een belastingvrije som, gecombineerd met een gelijke verkorting van de eerste schijf, zodat het inkomen vanaf waar men in de tweede schijf valt hetzelfde blijft. Een heffingskorting die stijgt met het inkomen verlaagt de marginale druk, een heffingskorting die daalt met het inkomen verhoogt de marginale druk.
Bij een progressief belastingtarief met gegeven schijflengtes en -tarieven levert een heffingskorting die een vast bedrag is voor iedereen hetzelfde voordeel op, terwijl een belastingvrije voet voordeliger is voor hoge dan voor lage inkomens: als het marginale tarief voor de lage inkomens 30% en voor de hoge inkomens 60% bedraagt, komt een heffingskorting van € 1500 voor de lage inkomens overeen met een belastingvrije voet van € 5000,-- en van slechts € 2500,-- voor de hoge inkomens.

## Heffingskortingen
De bestaande heffingskortingen staan opgesomd in IB art. 8.2.
Heffingskortingen die doorwerken als loonheffingskorting:
- Algemene heffingskorting
- Arbeidskorting - Voor wie arbeid verricht. Het bedrag verloopt met toenemende arbeidsinkomsten als volgt: eerst langzaam stijgend, dan veel sneller stijgend, dan constant, dan dalend, dan constant.
- Jonggehandicaptenkorting - Voor jonggehandicapten die recht hebben op een Wajonguitkering, maar geen recht hebben op de ouderenkorting.
- Ouderenkorting
- Alleenstaande ouderenkorting

Overige heffingskortingen:
- Inkomensafhankelijke combinatiekorting - Voor de ouder van een jong kind, als deze ouder een werkende alleenstaande is of de minstverdienende van twee werkende partners.
- Korting voor groene beleggingen

### Geschiedenis
Voormalige heffingskortingen:
- Doorwerkbonus
- met de Wet uitwerking fiscale maatregelen Begrotingsakkoord 2013 (UFM) is de heffingskorting voor sociaal-ethische fondsen per 1 januari 2013 afgeschaft.
- Korting voor directe beleggingen in durfkapitaal en culturele beleggingen (ontstaat indien bijvoorbeeld in een onderneming geïnvesteerd wordt); met de UFM is deze heffingskorting per 1 januari 2013 afgeschaft.
- Combinatiekorting (belastingbetalers die feitelijk werken en kinderen verzorgen combineren)
- Aanvullende combinatiekorting (rechthebbende op combinatiekorting en de minstverdienende partner zijn)
- Aanvullende ouderenkorting (inkomensafhankelijke aanvulling op de ouderenkorting)
- Levensloopverlofkorting - Bij een reguliere opname van het levenslooptegoed.

De belastingplichtige die de AOW-uitkering voor alleenstaanden krijgt heeft tevens recht op alleenstaande-ouderenkorting (2019: € 429).
- Kinderkorting (per 1 januari 2008 afgeschaft; alleenstaande ouders of fiscaal partners met kinderen, hadden 1x recht op kinderkorting)
- Aanvullende kinderkorting (per 1 januari 2006 afgeschaft en verdisconteerd in de kinderkorting)
- Met de Wet hervorming kindregelingen zijn met ingang van 2015 vervallen:
  - Ouderschapsverlofkorting
  - Alleenstaande-ouderkorting - Voor de ouder die een huishouden uitsluitend met kinderen voert, een basisbedrag en een inkomensafhankelijke aanvulling.
- Werkbonus: Voor de belastingplichtige die in 1953 of eerder is geboren en aan het begin van het kalenderjaar nog niet de leeftijd van 64 jaar heeft bereikt (deze heffingskorting wordt dus afgeschaft per 1 januari 2018), en arbeidsinkomsten geniet van meer dan 90% maar minder dan 175% van het wettelijk minimumloon (inclusief vakantiebijslag), dit is ongeveer van € 17.000 tot € 33.000. De werkbonus loopt van nihil (bij een arbeidsinkomen van 90% van het minimumloon) tot het maximumbedrag van € 1119 (bij een arbeidsinkomen van 100% van het minimumloon). Tot een arbeidsinkomen van 120% van het minimumloon blijft de werkbonus € 1119. Vervolgens loopt het bedrag van de werkbonus af vanaf 120% van het minimumloon tot dat bedrag nihil bedraagt bij een arbeidsinkomen van 175% van het minimumloon. De leeftijden waarop het recht op deze werkbonus bestaat worden in de komende jaren niet aangepast aan de verhoging van de AOW-leeftijd[1] De gedachte hierachter is dat de bedoeling van de werkbonus is een betrokkene in staat te stellen om op 65-jarige leeftijd te stoppen met werken, hoewel de AOW-leeftijd hoger ligt.[2] Door de opbouw is de marginale druk zeer laag tussen 90% en 100% van het minimumloon (ongeveer € 17.000 tot € 19.000), en door de afbouw zeer hoog tussen 120% en 175% van het minimumloon (ongeveer € 23.000 tot € 33.000). Het is bijvoorbeeld vergeleken met fulltime werken tegen het minimumloon zeer onvoordelig om iets minder dan fulltime te werken.

Voor het laatst in 2015 was er een Tijdelijke heffingskorting met betrekking tot de inkomstenbelasting en een Tijdelijke heffingskorting met betrekking tot de loonbelasting (vaak genoemd de (tijdelijke) heffingskorting vroeggepensioneerden), niet vermeld in de wet IB en wet LB maar in de Wet uniformering loonbegrip, voor wie (pre)pensioen genoot en de AOW-leeftijd nog niet had bereikt. De heffingskorting bedroeg in 2015 0,33% van het (pre)pensioen, met een maximum van € 61.
Het Besluit aanpassing wetten inzake verhoging AOW-leeftijd wijzigde onder meer (dit kon op grond van de delegatiebepaling) artikel 10 van de Wet financiering sociale verzekeringen: "65 jaar" wordt per 1 januari 2013  vervangen door "de pensioengerechtigde leeftijd, bedoeld in artikel 7a, eerste lid, van de Algemene Ouderdomswet". Dit betreft het langer betalen van AOW-premie. Hieruit volgt automatisch dat de verlaging van de algemene heffingskorting wegens het niet verschuldigd zijn van AOW-premie ook later ingaat. Dienovereenkomstige wijzigingen voor andere heffingskortingen zijn in het Belastingplan 2013 opgenomen.

### Wetstechniek aanpassing bedragen en percentages
De 6 heffingskortingen voor de loonheffing en de inkomstenbelasting staan in de Wet op de loonbelasting 1964 en de Wet inkomstenbelasting 2001, maar artikel 22d van de Wet op de loonbelasting 1964 bepaalt dat de bedragen en percentages in de artikelen 22, 22a, 22aa, 22b, 22c en 22ca bij het begin van het kalenderjaar van rechtswege vervangen worden door de bedragen die, en het percentage dat, krachtens de artikelen 10.1 en 10.7 van de Wet inkomstenbelasting 2001 worden vastgesteld ter vervanging van de in de artikelen 8.10, 8.11, 8.16a, 8.17, 8.18 en 8.18a van die wet vermelde bedragen en de in artikel 8.11 van die wet vermelde percentages.

### Verdeling over heffingen, reductiefactor voor AOW-gerechtigden
Wet IB "Afdeling 8.1. Aansluiting belasting- en premieheffing" (hier met invulling van de tarieven van 2011) regelt de verdeling van de heffingskortingen over die voor belasting en die voor de drie premies.
Deze verdeling is van belang voor het bedrag van de totale heffingskorting, want de Wet financiering sociale verzekeringen (Wfsv) bepaalt dat wie op grond van leeftijd geen AOW-premie is verschuldigd geen recht heeft op de heffingskorting voor de AOW.
In artikel 8.7 blijkt dat voor de verdeling over de belasting en de premies onderscheid moet worden gemaakt tussen twee groepen heffingskortingen: voor het deel van de standaardheffingskorting dat op de doorwerkbonus, de ouderenkorting, de alleenstaande ouderenkorting en de korting voor groene beleggingen betrekking heeft geldt:
- Het betreffende deel van de standaardheffingskorting is het gezamenlijke bedrag van de in deze groep van toepassing zijnde heffingskortingen.
- De heffingskorting voor de inkomstenbelasting is 1,85%/15,1%, is 12,25%, van het betreffende deel van de standaardheffingskorting.[3]
- De heffingskorting voor de AOW is nihil.
- De heffingskorting voor de Anw is 1,1%/15,1%, is 7,28%, van het betreffende deel van de standaardheffingskorting.
- De heffingskorting voor de AWBZ is 12,15%/15,1%, is 80,46%, van het betreffende deel van de standaardheffingskorting.

Deze heffingskortingen zijn dus gelijk voor wie wel en niet de AOW-leeftijd heeft bereikt.
Voor de overige heffingskortingen geldt de volgende verdeling:
- De heffingskorting voor de inkomstenbelasting is 1,85%/33%, is 5,61%, van het betreffende deel de standaardheffingskorting.
- De heffingskorting voor de AOW is 17,9%/33%, is 54,24%, van het betreffende deel de standaardheffingskorting.
- De heffingskorting voor de Anw is 1,1%/33%, is 3,33%, van het betreffende deel de standaardheffingskorting.
- De heffingskorting voor de AWBZ is 12,15%/33%, is 36,82%, van het betreffende deel de standaardheffingskorting.

Wie de AOW-leeftijd heeft bereikt heeft daarom in totaal recht op 45,76% (15,1%/33%) van deze heffingskortingen.
Bijvoorbeeld: de algemene heffingskorting is voor AOW-gerechtigden 45,76% van € 1987, naar boven afgerond is dit € 910. De reductie bewerkstelligt dat wat betreft de algemene heffingskorting iedereen over hetzelfde deel van de eerste schijf geen inkomensheffing hoeft te betalen, nl. over € 6021: 33% hiervan is € 1987, terwijl 15,1% ervan € 909 is.
Wet IB "Artikel 2.7. Verschuldigde inkomstenbelasting; hoofdregel" bepaalt dat als de heffingskorting voor de volksverzekeringen niet volledig kan worden verrekend met de als percentage van het premie-inkomen berekende premie (wat het geval is als het inkomen in box 1 laag is), de resterende heffingskorting voor de volksverzekeringen met de verschuldigde inkomstenbelasting wordt verrekend (wat van pas komt als er wel voldoende inkomen in één of beide andere boxen is). Daarnaast is er nog de extra heffingskorting voor kostwinners die geleidelijk wordt afgebouwd.
De Wet op de loonbelasting 1964 geeft overeenkomstige regels m.b.t. de heffingskortingen die daar aan de orde zijn: op de algemene heffingskorting en de arbeidskorting wordt bij AOW-gerechtigden dezelfde reductie toegepast. De loonbelastingtabellen hebben hiervoor geen extra kolommen nodig, want het onderscheid tussen AOW-gerechtigden en anderen is toch al nodig wegens het andere tarief.

### Heffingskortingen voor wie de AOW-leeftijd heeft bereikt
Uit het bovenstaande volgt, bijgewerkt tot 2013, het volgende.
Sommige heffingskortingen zijn lager voor wie vóór het belastingjaar de AOW-leeftijd heeft bereikt dan voor wie dat na het belastingjaar doet. In het jaar waarin men de AOW-leeftijd bereikt gelden tijdsevenredige bedragen. Daarbij wordt met hele maanden gerekend alsof men op de eerste dag van de maand jarig is.
Dit betreft:
- algemene heffingskorting
- arbeidskorting
- inkomensafhankelijke combinatiekorting
- alleenstaande-ouderkorting

Niet afhankelijk van leeftijd zijn:
- korting voor groene beleggingen

Men ontvangt al in het jaar waarin men de AOW-leeftijd bereikt volledig:
- ouderenkorting
- alleenstaande-ouderenkorting

Enkele heffingskortingen zijn niet van toepassing voor ouderen.

### Beperking
Doordat een heffingskorting niet kan leiden tot een negatief belastingbedrag, kan men deze korting slechts benutten als het inkomen hoog genoeg is; dit is het zogenaamde verzilveringsprobleem. Bij een heffingskorting kan het voorkomen dat veel mensen die ervoor in aanmerking komen en voor wie de korting ook bedoeld is (dit betreft met name alleenstaande ouders) een inkomen hebben dat zo laag is dat ze de korting niet kunnen benutten; omdat ze alleenstaand zijn kunnen ze ook de partnerregeling niet benutten. Dit kan in sommige gevallen betekenen dat een heffingskorting niet beantwoordt aan haar doel.
De ouderenkorting is om deze reden deels vervangen door de AOW-tegemoetkoming, tegenwoordig de koopkrachttegemoetkoming oudere belastingplichtigen (KOB).
Naar aanleiding van de toeslagenaffaire worden mogelijke verdere wijzigingen van en alternatieven voor het toeslagenstelsel geïnventariseerd en door politieke partijen voorgesteld. Onder meer wordt gekeken naar het eventueel invoeren van uitkeerbare heffingskortingen, dat wil zeggen heffingskortingen die tot een negatief totaal belastingbedrag kunnen leiden, en daarmee een uit te betalen bedrag (niet te verwarren met de bestaande mogelijkheid van een teruggave wegens te veel ingehouden loonheffing of een te hoge voorlopige aanslag). Er is dan geen verzilveringsprobleem, maar er zijn ook nadelen. Als een toeslag/uitkering wordt gewijzigd in een uitkeerbare heffingskorting wordt voor iemand die toch al aangifte doet voor de inkomstenbelasting deze heffingskorting gelijk meegenomen. Aan iemand die nu geen aangifte hoeft te doen kan de Belastingdienst mensen die op basis van de informatie van de Belastingdienst recht zouden kunnen hebben op de uitkering, uitnodigen tot het doen van belastingaangifte. Een uitnodiging om belastingaangifte te doen staat echter gelijk aan een verplichting. Bij te late aangifte geldt een verzuimboete. Burgers die geen actie ondernemen om de uitkering te ontvangen, komen zo verder in de problemen.

## Caribisch Nederland
In Caribisch Nederland wordt de heffingskorting slechts gebruikt als instrument om te komen tot een voor iedereen geldend gecombineerd tarief, bestaande uit belasting en premies voor de volksverzekeringen. Voor een algemene korting op de belasting kent Caribisch Nederland een belastingvrije som.
Er zijn drie heffingskortingen op de inkomstenbelasting:
- Ouderdomsverzekeringskorting (voor personen die premieplichtig zijn voor de AOV)
- Weduwen- en wezenverzekeringskorting (voor personen die premieplichtig zijn voor de AWW)
- Zorgverzekeringskorting (voor personen die premieplichtig zijn voor de zorgverzekering)

De hoogte van iedere heffingskorting is precies gelijk aan de hoogte van de te betalen premie, zodat de totale druk van belasting en premies 30,4% blijft. Een persoon die bijvoorbeeld de pensioengerechtigde leeftijd heeft bereikt, betaalt geen AOV-premie meer, maar betaalt meer inkomstenbelasting omdat hij geen ouderdomsverzekeringskorting meer krijgt.

## Vermindering regulerende energiebelasting
Bij de Nederlandse regulerende energiebelasting wordt een vermindering toegepast. Dit is ook een soort heffingskorting. Als deze hoger is dan de belasting wordt het verschil uitbetaald.
Kinderkorting · Combinatiekorting · Aanvullende combinatiekorting · Alleenstaande-ouderkorting · Ouderenkorting · Aanvullende ouderenkorting · Jonggehandicaptenkorting · Levensloopverlofkorting · Korting voor groene beleggingen